# Wykus
Wykus – wzniesienie Płaskowyżu Suchedniowskiego, 5 km na południowy zachód od Starachowic o wysokości 326 m n.p.m., główny węzeł szlaków nizinnych. Na zboczach góry znajduje się rezerwat przyrody Wykus.

Uroczysta suma Świętokrzyskich Zgrupowań AK w leśnym kościele na Wykusie 12 września 1943 roku, podniesienie. W pierwszym rzędzie klęczą od lewej: por. „Ponury” Jan Piwnik i por. „Nurt” Eugeniusz G. Kaszyński, zdjęcie: Tadeusz Rylski

Wykus niejednokrotnie stanowił bazę polskich partyzantów. Podczas powstania styczniowego stacjonowali tu powstańcy dowodzeni przez Mariana Langiewicza. W trakcie II wojny światowej znajdowały się tu obozy żołnierzy polskiego podziemia, najpierw pod dowództwem mjr. Henryka Dobrzańskiego „Hubala”, później Zgrupowania Partyzanckie AK „Ponury” – por. cc. Jana Piwnika „Ponurego”.
15 września 1957 r. w miejscu dawnego obozu odsłonięto kapliczkę z obrazem Matki Boskiej Bolesnej, upamiętniającą poległych w walce o Ojczyznę. Na jej ścianach umieszczono 123 pseudonimy poległych podczas wojny żołnierzy. Kapliczka otoczona jest murem, na którym obecnie umieszczonych jest już kilkaset tabliczek z nazwiskami zmarłych żołnierzy zgrupowań „Ponurego” i „Nurta”.

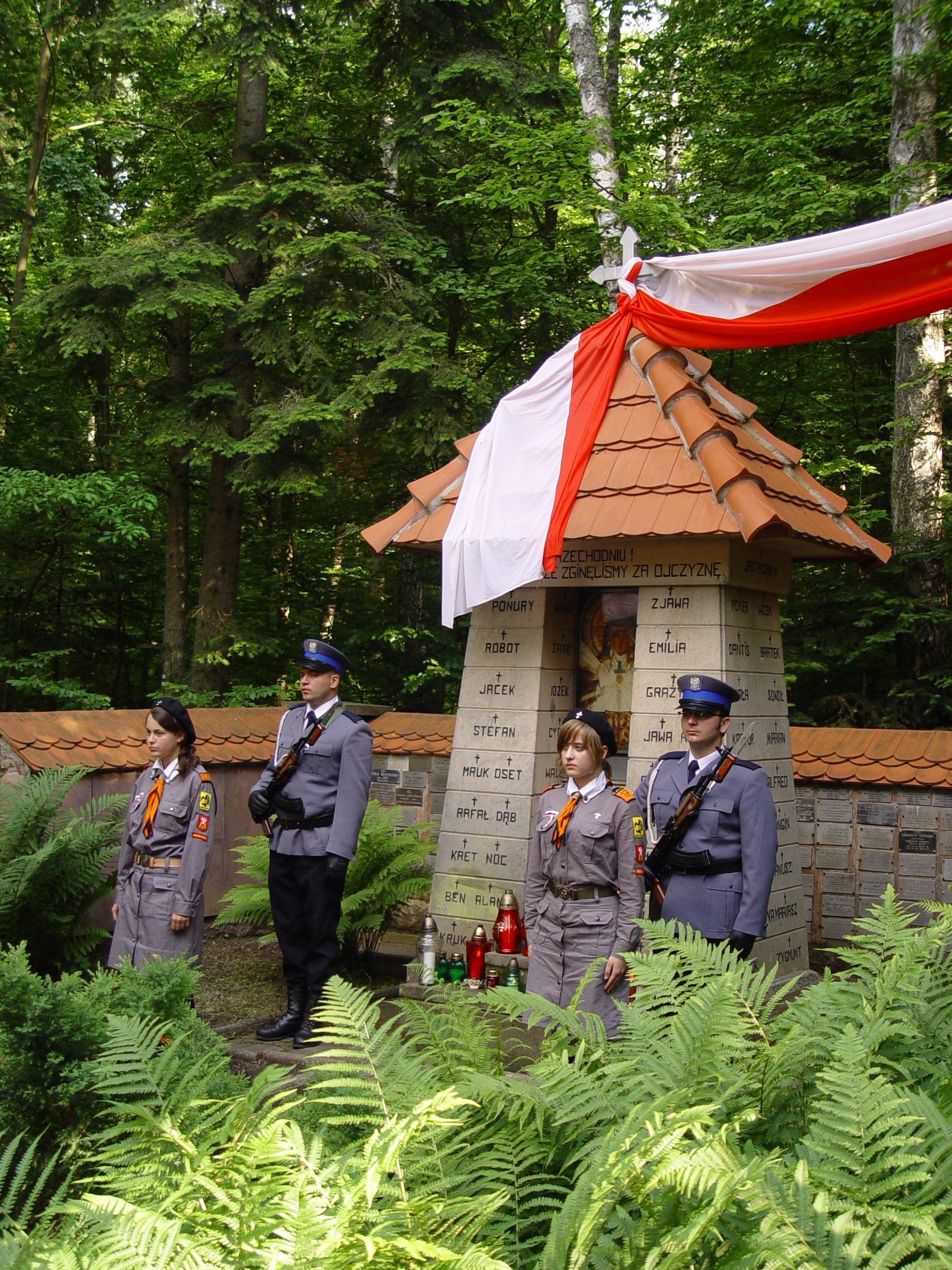
Wykus – warta honorowa w trakcie uroczystości rocznicowych 14 czerwca 2008 r.

Do dziś w lasach dookoła Wykusu znajdują się liczne mogiły partyzanckie, w tym m.in. pomnik 20 poległych żołnierzy z plutonu ochrony radiostacji Jana „Inspektora Jacka” Kosińskiego, grób „Warszawiaków” oraz mogiła Ludmiły Bożeny Stefanowskiej „Zjawy”.
Każdego roku, w sobotę najbliższą dacie 16 czerwca (rocznicy śmierci płk. Jana „Ponurego” Piwnika), na Wykusie organizowane są uroczystości upamiętniające poległych żołnierzy Zgrupowań Partyzanckich AK „Ponury”. Organizatorami uroczystości są Światowy Związek Żołnierzy Armii Krajowej – Środowisko Świętokrzyskich Zgrupowań AK „Ponury-Nurt” oraz Związek Harcerstwa Rzeczypospolitej Obwód Świętokrzyski. Od pewnego czasu uczestniczą w nich przedstawiciele władz wojewódzkich i poczty sztandarowe świętokrzyskiej policji, której patronem od 1990 r. jest mjr cc. Jan Piwnik „Ponury”. Podczas uroczystości 14 czerwca 2008 r. polową mszę świętą odprawił ordynariusz diecezji radomskiej biskup Zygmunt Zimowski, władze naczelne policji reprezentował ówczesny I Zastępca Komendanta Głównego Policji, nadinspektor Arkadiusz Pawełczyk.
Kapliczka z otaczającym terenem w promieniu 30 m stanowi Miejsce Pamięci Narodowej „Wykus” i jest wpisane do rejestru zabytków nieruchomych (nr rej.: A.223 z 23.10.1995).
Wykus jest punktem początkowym zielonego szlaku turystycznego prowadzącego do Skarżyska-Kamiennej. Przez górę przechodzi  niebieski szlak turystyczny im. E. Wołoszyna z Wąchocka do Cedzyny oraz  czarny szlak turystyczny prowadzący ze Starachowic do źródła Burzący Stok.